# Silberberg (Johanngeorgenstadt)

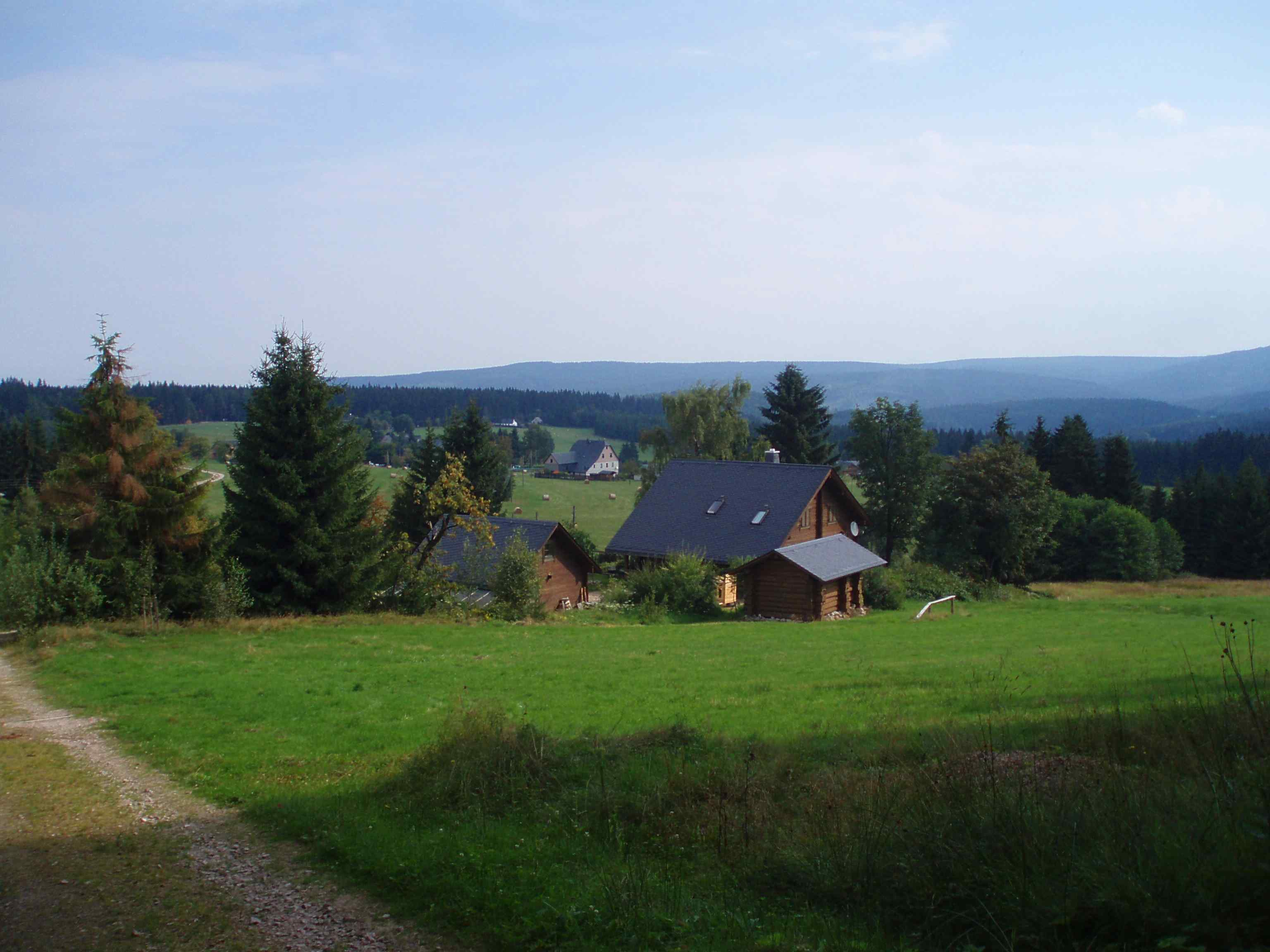
Blick von Oberjugel zum Silberberg (Mitte)

Der Silberberg ist ein 847 m ü. NHN hoher bewaldeter Berg nördlich des Ortsteils Jugel der Stadt Johanngeorgenstadt im westlichen sächsischen Erzgebirge. Hier wurde bereits im 16. Jahrhundert Bergbau betrieben. Ein Kunstgraben, dessen Reste heute noch zu erkennen sind, führte am Hang des Silberberges entlang in den Lehmergrund.